# جون الكسندر ستيوارت
جون الكسندر ستيوارت هو سياسي كندي، ولد في 1867، وتوفي في 7 أكتوبر 1922. انتخب عضو مجلس العموم الكندي.